# وارقة صينية
وارقة صينية (الاسم العلمي: Phyllium sinense) هي نوع من الحشرات تتبع جنس الوارقة من فصيلة الوارقات.